# 37941 Dawidowicz
37941 Dawidowicz è un asteroide della fascia principale. Scoperto nel 1998, presenta un'orbita caratterizzata da un semiasse maggiore pari a 2,7262159 au e da un'eccentricità di 0,0413296, inclinata di 7,08814° rispetto all'eclittica.